# Минская ТЭЦ-3
Минская ТЭЦ-3, филиал РУП Минскэнерго — предприятие энергетики, расположенное в юго-восточной части Минска, построена в 1951 году.
ТЭЦ с предполагаемой мощностью 25 МВт изначально предназначалась для обеспечения электроэнергией, паром и теплом Минского тракторного завода. В настоящее время ТЭЦ обслуживает крупнейший промышленный узел, образованный тракторным, автомобильным, моторным, подшипниковым и другими заводами, а также обслуживает около 10 % жилого фонда города.
Установленная электрическая мощность ТЭЦ составляет 542 МВт.
Снабжение технической водой обеспечивает Чижовское водохранилище
У ТЭЦ есть подъездной путь, который далее идёт на ст.Промышленную, а затем и к ст.Степянка. Через них курсировал ТГМ-4Б, что был продан МТЗ, а на данный момент используется ТЭМ-2.